# 柏木ハルコ
柏木 ハルコ（かしわぎ ハルコ、1969年11月7日 - ）は、日本の漫画家。千葉県出身。女性。千葉県立東葛飾高等学校卒業。千葉大学園芸学部卒業。

## 略歴
小学校のころ、『週刊少年ジャンプ』を読み、中でも『Dr.スランプ』のポップな絵柄に魅かれる。だが、その後はブラスバンド部に入り、小中高校は音楽演奏に夢中になる。高校2年生の時に神田神保町の楽器修理店に修理を依頼して2、3時間待ち時間ができて書店に入り、手塚治虫『火の鳥 鳳凰編』を偶然読み、「悪人の中の善・良い人の中の悪に、人が描かれている」と「漫画がすごい」と衝撃を受ける。その後、大学に進学して独学で漫画を描き始める。
1992年、アフタヌーン四季賞秋のコンテストで準入選（大田晴子名義）。1993年、『ヤングサンデー増刊』に読み切り漫画「8月のタエコ」が掲載され、1995年に『いぬ』で連載デビュー。女性の性欲を赤裸々に描いた作風で注目される。以降は恋愛漫画が中心だったが、2011年頃に絵が慣れ過ぎて枯れ内容共に時代にずれていると転換点を探っていたが、東日本大震災に遭い福島県の想像を絶する被害を見て社会のことを考えなければいけないと思い初め、貧困問題に出会い、ケースワーカーなど2年間の取材を経て、2014年の『健康で文化的な最低限度の生活』で社会派漫画に挑戦しテレビドラマ化もされたヒット作となった。2021年6月16日放送の『浦沢直樹の漫勉neo』では、同作の執筆に密着した。「にじみ出る欲望やクセが強い、欠点」など人の業を感じさせる漫画で読者に支持されていると紹介された。

## 主な作品
- いぬ（1995年 - 1996年、『週刊ヤングサンデー』連載、全6巻、文庫版全4巻）
- よいこの星!（1997年 - 1998年、『週刊ヤングサンデー』連載、全6巻）
- ブラブラバンバン（1999年 - 2000年、『週刊ヤングサンデー』連載、全5巻） - 2008年3月15日に映画が公開。
- 花園メリーゴーランド（2001年 - 2002年、『ビッグコミックスピリッツ』連載、全5巻） - 5巻に岩田重則が解説を載せている。
- 鬼虫（2003年 - 2005年、『ビッグコミックスピリッツ』連載、全5巻）
- 愛・水族館（2006年、小学館、短編集） - 『ビッグコミックスピリッツ』に掲載されたもの。
- QUOJUZ（2006年、『ビッグコミックスピリッツ』連載、全2巻）
- 地平線でダンス（2007年 - 2008年、『ビッグコミックスピリッツ』連載、全5巻）
- も〜れつバンビ（2009年 - 2010年、『週刊ヤングマガジン』連載、全5巻）
- 失恋日記（2013年、祥伝社、短編集） - 「も〜れつバンビ」終了後の2年半に描いた漫画の全て。
- 健康で文化的な最低限度の生活（2014年 - 連載中、『ビッグコミックスピリッツ』連載、既刊13巻）

## その他
- 『ブラバン!甲子園』のジャケット。